# Carposina euschema
Carposina euschema is een vlinder uit de familie Carposinidae. De wetenschappelijke naam van deze soort is voor het eerst geldig gepubliceerd in 1965 door Bradley.
De soort komt voor in tropisch Afrika.